# Чапаевский сельсовет (Тюльганский район)
Чапаевский сельсовет — сельское поселение в Тюльганском районе Оренбургской области Российской Федерации.
Административный центр — село Владимировка.

## История
Статус и границы сельского поселения установлены Законом Оренбургской области от 2 сентября 2004 года № 1424/211-III-ОЗ «О наделении муниципальных образований Оренбургской области статусом муниципального района, городского округа, городского поселения, установлении и изменении границ муниципальных образований».

## Население
| 2010 | 2012  | 2013  | 2014  | 2015 | 2016 | 2017 |
| ---- | ----- | ----- | ----- | ---- | ---- | ---- |
| 1239 | ↘1205 | ↘1115 | ↘1010 | ↘939 | ↗961 | ↗988 |
| 2018 | 2019  | 2020  | 2021  |      |      |      |
| ↘966 | ↘943  | ↘894  | ↘839  |      |      |      |

## Состав сельского поселения
| № | Населённый пункт | Тип населённого пункта       | Население |
| - | ---------------- | ---------------------------- | --------- |
| 1 | Алабердино       | село                         | 408       |
| 2 | Владимировка     | село, административный центр | 356       |
| 3 | Давлеткулово     | село                         | 282       |
| 4 | Копылы           | хутор                        | 3         |
| 5 | Тюльган          | железнодорожная станция      | 190       |